# Miscanthus violaceus
Espèce
Classification phylogénétique
Miscanthus violaceus est une espèce de plantes herbacées de la famille des Poaceae (graminées) originaire d'Afrique.

## Synonymes
- Erianthus flavescens K.Schum.
- Erianthus violaceus K.Schum.
- Miscanthidium violaceum (K.Schum.) Robyns